# The Jit Brothers
The Jit Brothers fue una banda de rock uruguaya que popularizó el grunge en la escena musical uruguaya  y consecuentemente lo desprestigió.

## Historia
La banda fue creada por los hermanos Carlos, Walter, Albérico y Eduardo "Eddie" Jit, a comienzos de los noventa, con influencias de Roxette y Guns N' Roses. Luego de la muerte de Kurt Cobain redirigieron sus energías a emular el grunge. Dichos esfuerzos condujeron al primer y único éxito comercial de la banda: el simple "Yo Quiero Ser Grunge".

### Integrantes
Carlos Jit, el mayor de los hermanos, nació el 9 de octubre de 1974 en Montevideo, Uruguay; fecha coincidente con el nacimiento de John Lennon, hecho que acorde con asociados, amigos, parientes y comerciantes de su zona de residencia al propio Carlos le gusta mencionar ante cada posible oportunidad. Hijo de los inmigrantes españoles Amelia Boudoir Ramirez y John Alvarez Jit, se sospecha que este último se haya cambiado el apellido bien por sus inclinaciones musicales . Cuenta Carlos que su padre había lamentado siempre no ser una presencia más activa durante la revolución musical de los años 60  o tal vez debido a su involucramiento en la represión franquista, que junto por su afición a hacerse con las colecciones discográficas requisadas lo llevaron a ser un objetivo tanto de franquistas como de comunistas.
Walter Jit nace en las primeras horas del 25 de diciembre de 1975 bajo circunstancias que permanecen confusas hasta el día de hoy debido al aparente estado de ebriedad tanto de los médicos y empleados hospitalarios como de los propios padres del niño. Se ha sugerido que dicho estado pudo conllevar a un excesivo uso de fórceps causando un grado de daño cerebral en el recién nacido. Estos dichos no se pueden corroborar debido a que todas las partes involucradas tienen vagos recuerdos de la noche en cuestión y el principal testimonio a favor de la teoría proviene de su hermano Carlos, quien además de considerables conflictos familiares con Carlos fue olvidado la noche en cuestión en una parada de ómnibus camino al hospital (esto último puede ser corroborado por los archivos policiales citando la entrega del bebé abandonado en la comisaría más cercana). 
El 10 de octubre de 1976 nace Albérico Jit (hoy Albérico Esrápzuli Anon) a quien Carlos convenció desde una temprana edad de haber sido dejado en la puerta de su casa por extraterrestres, generando un interés temprano en Albérico por todo lo sobrenatural. Afirma Walter que el propósito de Carlos era ser el centro de atención durante la semana de su cumpleaños, ya que para él "una semana (como mínimo) se necesitaba para conmemorar su llegada al mundo" y agrega Walter "siempre usó la palabra 'conmemorar' para referirse a su cumpleaños, no festejar o celebrar, 'conmemorar' desde que me acuerdo fue un enfermo".
El menor de los hermanos, Eduardo "Eddie" Jit, nace el 10 de julio de 1977, exactamente 9 meses después del nacimiento de Albérico, lo que fue utilizado por Walter más adelante como prueba de que el único propósito de la existencia de Eddie había sido reemplazar a Albérico, cuya naturaleza alienígena lo hacía ajeno a la familia.
Según Walter esto habría provocado la naturaleza humilde que caracterizaba a Eddie, aunque esta idea fue desacreditada más adelante por el propio Walter, quien comentó: "o taz vez sea como es la gente y que se yo".

## Discografía
- Rediscovering The Jit Brothers (compilado de simples y rarezas publicado por el sello holandés Antiek Vuilnis).

### Sencillos
- Yo Quiero Ser Grunge
- Puaj

## Reconocimientos y méritos
- Primer Puesto Banda Nueva en la encuesta del año 1995 de Rock de Primera.
- Primer Puesto Banda o Solista obsoleto en la encuesta del año 1996 de Rock de Primera.